# Hugo Viana
Hugo Miguel Ferreira Gomes Viana (pronunție în portugheză [ˈuɡu viˈɐnɐ]; n. 15 ianuarie 1983) este un fotbalist portughez, care în prezent evoluează la Al Ahli Club (Dubai) în Emiratele Arabe Unite, ca mijlocaș.

## Palmares

### Club
Sporting
- Primeira Liga: 2001–02
- Taça de Portugal: 2001–02
- Cupa UEFA: Finalist 2004–05

Braga
- Taça da Liga: 2012–13
- UEFA Europa League: Finalist 2010–11

### Ordine
- Medalia Meritului, Order of the Immaculate Conception of Vila Viçosa (House of Braganza)[1]

## Goluri internaționale
| # | Dată              | Stadion                              | Adversar | Scor | Rezultat | Competiție                                             |
| - | ----------------- | ------------------------------------ | -------- | ---- | -------- | ------------------------------------------------------ |
| 1 | 12 octombrie 2005 | Estádio do Dragão, Porto, Portugalia | Letonia  | 3–0  | 3–0      | Calificările pentru Campionatul Mondial de Fotbal 2006 |

## Statistici

### Club
La 15 mai 2014.
| Club      | Sezon   | Campionat | Campionat | Cupă    | Cupă   | Continental | Continental | Total   | Total  |
| Club      | Sezon   | Meciuri   | Goluri    | Meciuri | Goluri | Meciuri     | Goluri      | Meciuri | Goluri |
| --------- | ------- | --------- | --------- | ------- | ------ | ----------- | ----------- | ------- | ------ |
| Sporting  | 2001–02 | 26        | 1         | 0       | 0      | 3           | 0           | 29      | 1      |
| Sporting  | Total   | 26        | 1         | 0       | 0      | 3           | 0           | 29      | 1      |
| Newcastle | 2002–03 | 23        | 2         | 0       | 0      | 8           | 1           | 31      | 2      |
| Newcastle | 2003–04 | 16        | 0         | 0       | 0      | 9           | 0           | 25      | 0      |
| Newcastle | Total   | 39        | 2         | 0       | 0      | 17          | 1           | 56      | 2      |
| Sporting  | 2004–05 | 32        | 6         | 0       | 0      | 10          | 2           | 42      | 6      |
| Sporting  | Total   | 32        | 6         | 0       | 0      | 10          | 2           | 42      | 6      |
| Valencia  | 2005–06 | 19        | 0         | 0       | 0      | 0           | 0           | 19      | 0      |
| Valencia  | 2006-07 | 24        | 2         | 0       | 0      | 7           | 0           | 31      | 2      |
| Valencia  | 2008–09 | 0         | 0         | 2       | 0      | 4           | 0           | 6       | 0      |
| Valencia  | Total   | 43        | 2         | 2       | 0      | 11          | 0           | 56      | 2      |
| Osasuna   | 2007–08 | 9         | 1         | 2       | 0      | 0           | 0           | 11      | 1      |
| Osasuna   | Total   | 9         | 1         | 2       | 0      | 0           | 0           | 11      | 1      |
| Braga     | 2009–10 | 28        | 4         | 5       | 0      | 0           | 0           | 33      | 4      |
| Braga     | 2010–11 | 23        | 2         | 4       | 0      | 12          | 0           | 39      | 2      |
| Braga     | 2011–12 | 27        | 2         | 6       | 3      | 10          | 0           | 43      | 5      |
| Braga     | 2012–13 | 28        | 7         | 5       | 2      | 8           | 0           | 41      | 9      |
| Braga     | Total   | 106       | 15        | 20      | 5      | 22          | 0           | 156     | 20     |
| Al-Ahli   | 2013–14 | 24        | 3         | 9       | 0      | 6           | 0           | 39      | 3      |
| Al-Ahli   | Total   | 24        | 3         | 9       | 0      | 6           | 0           | 39      | 3      |
| Total     | Total   | 379       | 30        | 34      | 5      | 62          | 3           | 477     | 38     |